# Faith Empire - Impero della Fede
Faith Empire - Impero della Fede è un gioco di ruolo fantascientifico italiano creato nel 2007 da un gruppo di amici composto da Roberto Bernocco, Franco Colombano e Gianluca Mollo, autopubblicato sulla piattaforma Lulu a partire dal 2008.

## Ambientazione
Il gioco si svolge nel nostro universo agli inizi del ventisettesimo secolo, in un futuro che vede il neo costituito Concilio delle Fedi (organo teocratico-militare che unisce buddisti, cristiani, ebrei, indù e islamici), strappare parte del controllo della galassia alle multinazionali Galaxiacorp.
La guerra tra le due fazioni era scaturita a causa dell'utilizzo da parte delle multinazionali dei cosiddetti senz'anima (cloni potenziati creati ad hoc per scopi di colonizzazione e bellici), considerati dai religiosi come un abominio.
I giocatori si dovranno muovere in una situazione confusa e conflittuale, con cloni che sfuggono alle persecuzioni e brandelli di Galaxiacorp alleati alle mafie, potendo interpretare dal monaco al medico, dal contrabbandiere al robot, senza vincoli nelle scelte.
Oltre al Manuale Base, ulteriori informazioni e descrizioni si possono trovare nel modulo avventura La caccia continua e nel manuale espansione Clone Power, nei quattro romanzi Compagni di viaggio, Il sogno e l'incubo, Speranze negate e Codice Epsilon, nonché nelle numerose avventure scaricabili dal sito ufficiale.

## Sistema di gioco
3d10 proprietario, basato sulle Abilità del personaggio. Con il Tiro di dadi e la somma dei valori di Abilità e Caratteristica si ottiene un punteggio da confrontare al valore ottenuto dall'avversario, nei combattimenti, o sul livello di difficoltà, determinato dal Master, per il raggiungimento di un determinato risultato (ritrovamento di un oggetto, riparazione di un apparecchio, ecc.).
La gestione delle ferite avviene indicando sia i danni relativi alla parte del corpo interessata dal colpo subito, sia a livello generale, al fine di determinare lo svenimento o la morte del personaggio.
La creazione del personaggio non è vincolata da archetipi o carriere specifiche, ma permette, attraverso la distribuzione dei Punti Crescita, l'adattamento al background deciso in fase di creazione e alla successiva tipizzazione del personaggio attraverso la scelta delle Abilità desiderate.
Nel manuale esiste una sezione dedicata a consigliare una serie di personaggi tipo, in base al credo religioso o alla fazione che si desidera interpretare.

## Altri giochi legati aFaith Empire
Quest'ambientazione è stata usata anche per due giochi di tipo wargame tridimensionale futuristico: uno di schermaglia (Faith Empire Skirmish) e uno campale (Faith Empire Wargame).